# Huara hastata
Huara hastata là một loài nhện trong họ Amphinectidae. Loài này phân bố ở New Zealand.